# Ley Orgánica de Regulación de la Eutanasia
La Ley Orgánica 3/2021, de 24 de marzo, de regulación de la eutanasia, más conocida como Ley de eutanasia, es una ley orgánica aprobada en marzo de 2021 que legaliza y regula el derecho a la eutanasia en el conjunto del territorio español. La ley fue aprobada el 18 de marzo de 2021 en el Congreso de los Diputados con 198 votos a favor, 142 en contra y 2 abstenciones; y entró en vigor el 25 de junio de 2021, tres meses tras su publicación en el Boletín Oficial del Estado. Su aprobación convirtió a España en el séptimo país del mundo en legalizar la eutanasia.
La norma regula el derecho a la eutanasia o al suicidio asistido para aquellas personas que sufren «una enfermedad grave e incurable», o un «padecimiento [...] crónico e imposibilitante» que suponga una pérdida mayor de la autonomía y que provoque «un sufrimiento físico o psíquico constante e intolerable»; así como los trámites legales de solicitud a realizar para su aplicación y el proceso de ejecución.
La primera persona que se acogió a la Ley de eutanasia fue una mujer residente en el País Vasco de 86 años de edad, enferma en fase terminal. Falleció en su vivienda con la ayuda de los médicos y rodeada de sus familiares el 23 de julio de 2021, casi un mes después de haber entrado en vigor la ley. A lo largo del año posterior a la aprobación del documento, un total de 180 personas se acogieron a su derecho a la eutanasia en el territorio español, según declaraciones de la entonces ministra de Sanidad, Carolina Darias.

## Contexto y tramitación del texto

Estatus de la eutanasia en el mundo:
Eutanasia activa legal
Eutanasia pasiva legal (rechazo de tratamientos / retiro del soporte vital)
Eutanasia activa ilegal, eutanasia pasiva no regulada
Toda forma de eutanasia ilegal

En enero de 2017, el grupo parlamentario de Unidos Podemos-En Comú Podem-En Marea presentó una proposición de Ley Orgánica sobre la eutanasia. Esta incluía la despenalización del acto de asistencia a la muerte por parte del médico mediante una modificación del artículo 143 de la Ley Orgánica 10/1995. A pesar de recibir los votos a favor del Partido Nacionalista Vasco y Esquerra Republicana, su admisión a trámite fracasó al obtener el rechazo del Partido Popular —que en aquel momento gobernaba con mayoría simple—, Foro Asturias y Unión del Pueblo Navarro; así como la abstención de PSOE y Ciudadanos. Tanto estos dos últimos como el PP justificaron su posición afirmando que la ley «no era prioritaria» y que esta «presentaba deficiencias importantes».
Sin embargo, un año más tarde, el 3 de mayo de 2018, el PSOE presentaría de nuevo una Proposición de Ley Orgánica con el objetivo de regular la eutanasia. Tras la moción de censura al gobierno del PP y la entrada del PSOE a este, la proposición fue admitida a trámite en el Congreso y debatida el 25 de octubre de ese mismo año. El PP guardaría una firme oposición a la ley que culminaría con la presentación de una enmienda a la totalidad que no prosperó al tener el gobierno socialista el apoyo de Unidos Podemos, PNV, ERC y PDeCat (sumando un total de 178 escaños). No obstante, la ley acabaría por no ser tramitada, al ampliar la Mesa del Congreso, bajo petición de PP y Ciudadanos, el plazo de presentación de enmiendas a la ley hasta en 19 ocasiones.
Con la entrada del Segundo Gobierno Sánchez, el PSOE presentaría de nuevo la Proposición de Ley Orgánica a principios del 2020. En esta ocasión, esta fue admitida a trámite en el Congreso el 12 de febrero de 2020 con el apoyo —un total de 201 votos a favor— de todos los grupos parlamentarios excepto PP, Vox, UPN y Foro Asturias —que sumaron, por su parte, 140 votos. Tanto PP como Vox presentaron, posteriormente, enmiendas a la totalidad con texto alternativo centrado en los cuidados paliativos, pero ambas fueron rechazadas por el Pleno del Congreso. El plazo de presentación de enmiendas finalizaría el 16 de septiembre de 2020.

### Aprobación
El texto definitivo tendría su aprobación en Congreso el 18 de diciembre de 2020, con 198 votos a favor (PSOE, Podemos, BNG, ERC, Junts per Catalunya, Más País, Bildu, PNV, CUP, Ciudadanos), 138 en contra (PP, Vox, UPN) y dos abstenciones (CC y Teruel Existe). Este pasaría entonces a ser valorado por el Senado, donde los grupos —incluido el PSOE— introdujeron modificaciones al texto de la norma. Su aprobación en esta cámara se dio el 10 de marzo de 2021, con 155 votos a favor, 101 en contra y 4 abstenciones.
La ley pasaría por su último trámite en el Congreso el 18 de marzo de 2021, donde fue aprobada definitivamente. El texto incluía su entrada en vigor tres meses tras su publicación en el Boletín Oficial del Estado el 25 de marzo de 2021, por lo que este obtuvo validez a partir del 25 de junio de 2021. Tras la votación, el hemiciclo rompió en aplausos por parte del grupo socialista y demás socios de gobierno durante casi cuatro minutos. Los diputados de Vox mostraron mensajes en las pantallas de sus ordenadores portátiles y tabletas con el texto «La derogaremos». Meritxell Batet, la entonces presidenta del Congreso, llamó la atención del grupo parlamentario ultraconservador y les recordó que la opinión en la cámara «se expresa a través del uso de la palabra» y no con pancartas.
| Fecha                                           | Voto   |     |    |    |    |    |    |   |   |   |   |   |   |   |   |   |   |   |   |   | Total   |
| ----------------------------------------------- | ------ | --- | -- | -- | -- | -- | -- | - | - | - | - | - | - | - | - | - | - | - | - | - | ------- |
| 18 de marzo de 2021 Mayoría requerida: absoluta | Sí     | 120 |    |    | 33 | 12 | 10 | 6 | 6 | 5 | 1 | 1 |   | 1 |   | 1 | 1 | 1 |   |   | 198/350 |
| 18 de marzo de 2021 Mayoría requerida: absoluta | No     |     | 87 | 52 |    |    |    | 1 |   |   |   |   |   |   | 1 |   |   |   |   | 1 | 142/350 |
| 18 de marzo de 2021 Mayoría requerida: absoluta | Abs.   |     |    |    |    |    |    |   |   |   |   |   | 1 |   |   |   |   |   | 1 |   | 2/350   |
| 18 de marzo de 2021 Mayoría requerida: absoluta | No oc. |     |    |    |    |    |    |   |   |   |   |   |   |   |   |   |   |   |   |   | 0/350   |

## Contenido
El preámbulo de la ley define la eutanasia como «la actuación que produce la muerte de una persona de forma directa e intencionada mediante una relación causa-efecto única e inmediata, a petición informada, expresa y reiterada en el tiempo por dicha persona, y que se lleva a cabo en un contexto de sufrimiento debido a una enfermedad o padecimiento incurable que la persona experimenta como inaceptable y que no ha podido ser mitigado por otros medios».
El texto permite que personas enfermas que sufren «una enfermedad grave e incurable», o un «padecimiento [...] crónico e imposibilitante» que suponga una pérdida mayor de la autonomía y que provoque «un sufrimiento físico o psíquico constante e intolerable» puedan solicitar ayuda para poner fin a su vida si así es su deseo, bajo condiciones a cumplir. La ley describe que cuando una persona que se halla en una situación vital «que a su juicio vulnera su dignidad, intimidad e integridad», deben ponderarse la integridad moral y física, la dignidad o la libertad, citando que «no existe un deber constitucional de imponer o tutelar la vida a toda costa y en contra de la voluntad [de la persona]» y que «[El Estado] está obligado a proveer un régimen jurídico que establezca las garantías necesarias y de seguridad jurídica» para llevar a cabo la eutanasia:

Se busca [...] legislar para respetar la autonomía y voluntad de poner fin a la vida de quien está en una situación de padecimiento grave, crónico e imposibilitante o de enfermedad grave e incurable, padeciendo un sufrimiento insoportable que no puede ser aliviado en condiciones que considere aceptables, lo que denominamos un contexto eutanásico. Con ese fin, la presente Ley regula y despenaliza la eutanasia en determinados supuestos, definidos claramente, y sujetos a garantías suficientes que salvaguarden la absoluta libertad de la decisión, descartando presión externa de cualquier índole.

La ley orgánica fragua el marco legal que da pie a un nuevo derecho —el derecho a la eutanasia— en el territorio español. Esto es, la actuación que produce la muerte de una persona sujeta a una petición «informada, expresa y reiterada» en el tiempo por la misma. El texto ofrece una distinción entre la eutanasia activa indirecta —por la cual el paciente recibe un activo que le provoca la muerte— y pasiva —que supone la no adopción de tratamientos que alarguen la vida y la interrupción de los ya instaurados. Además, menciona que esta se puede producir de forma activa, cuando, a petición del paciente, el médico pone fin a la vida de este; o en forma de suicidio asistido (aun no siendo definido así por el texto), refiriéndose a cuando la persona provoca la muerte sobre sí misma con la asistencia de un médico que aporta las herramientas necesarias y la guía en el proceso.
En relación con las restricciones legales, el texto establece que toda persona mayor de edad y de nacionalidad española, residencia legal o con certificado de empadronamiento que acredite al menos doce meses de permanencia en España tiene acceso a este derecho. Además, la enfermedad debe cumplir los criterios de gravedad, pérdida de autonomía e incurabilidad mencionados anteriormente, y el paciente debe estar en capacidad de tomar la decisión «de forma autónoma, consciente, informada» y sin presión de terceros.
Para realizar la solicitud, el texto estipula que esta debe de hacerse por escrito, con fecha y firma del paciente tras haber sido informado por el equipo sanitario a su cargo, que deberá dejar constancia en la historia clínica de que dicha información ha sido integrada y comprendida. De no encontrarse en una situación «plenamente capaz y consciente» de tomar tal decisión, la eutanasia puede igualmente aplicarse si el paciente lo ha reflejado por escrito en el «testamento vital, voluntades anticipadas o documentos equivalentes legalmente reconocidos». El paciente tiene, asimismo, la posibilidad de revocar su decisión en todo momento del proceso.
Para dar comienzo al procedimiento, el médico responsable del paciente tiene que aportar una primera autorización. Tras esta, ambos empezarán un «procedimiento deliberativo» sobre el diagnóstico, tratando las posibilidades terapéuticas —incluyendo cuidados paliativos— y el pronóstico. Tras haber pasado quince días desde la primera autorización, el médico deberá volver a formular la solicitud, que el paciente tendrá que presentar por escrito una vez más. Este plazo puede acortarse si la muerte o pérdida de conciencia es «inminente». Posteriormente a la segunda petición, se retomará el proceso y, tras haber transcurrido 24 horas, el solicitante deberá confirmar si continuar el proceso o desistir. Tras esto, el médico deberá, en un plazo de diez días, buscar una segunda opinión colegial que corroborará que los requisitos se están cumpliendo, emitiendo un informe que podrá ser recurrido en el caso de una posterior denegación. El segundo médico deberá, según el texto, «tener formación en el ámbito de las patologías que padece el paciente» pero no pertenecer «al mismo equipo del médico responsable». A partir de ahí, el proceso pasará por la Comisión de Garantía y Evaluación.
Este organismo, que «tendrá carácter multidisciplinar y deberá contar con un número mínimo de siete miembros entre los que se incluirán personal médico, juristas y de enfermería», se encargará de realizar una verificación previa, designando —en un plazo máximo de 48 horas desde el procesamiento de la petición por parte del médico— a dos miembros, un profesional médico y un jurista, que deberán verificar si concurren los requisitos y, posteriormente, emitir un informe en un plazo de siete días. Cada comunidad y ciudad autónoma dispondrán de una Comisión de Garantía y Evaluación cuya composición deberá ser decidida por las propias autonomías. En el caso de darse un rechazo por parte de este organismo, el paciente tiene la posibilidad de recurrir la decisión negativa de los médicos a la jurisdicción contencioso-administrativa pertinente. Si, no obstante, la negativa se produce por parte de los profesionales médicos, el paciente puede apelar esta decisión a la propia Comisión de Garantía y Evaluación.
En cuanto a la localización, la ley fija que se trata de una prestación pública que forma parte de los servicios comunes del Sistema Nacional de Salud y que podrá llevarse a cabo en centros sanitarios públicos, privados o concertados; así como en el propio domicilio.
Asimismo, la ley garantiza el derecho a negarse a participar en un procedimiento eutanásico para todo profesional sanitario, que podrá acogerse a su derecho a objeción de conciencia, el cual deberá ser «presentado anticipadamente y por escrito». También establece, en su artículo 16, que «Las administraciones sanitarias crearán un registro de profesionales sanitarios objetores de conciencia».
La ley de Eutanasia modifica el Código Penal de la siguiente manera:

Código Penal de 1995
Art. 143 
1. El que induzca al suicidio de otro será castigado con la pena de prisión de cuatro a ocho años.
2. Se impondrá la pena de prisión de dos a cinco años al que coopere con actos necesarios al suicidio de una persona.
3. Será castigado con la pena de prisión de seis a diez años si la cooperación llegara hasta el punto de ejecutar la muerte.
4. El que causare o cooperare activamente con actos necesarios y directos a la muerte de otro, por la petición expresa, seria e inequívoca de éste, en el caso de que la víctima sufriera una enfermedad grave que conduciría necesariamente a su muerte, o que produjera graves padecimientos permanentes y difíciles de soportar, será castigado con la pena inferior en uno o dos grados a las señaladas en los números 2 y 3 de este artículo.
Código Penal reformado por la Ley Orgánica de eutanasia
Art.143
1. El que induzca al suicidio de otro será castigado con la pena de prisión de cuatro a ocho años.
2. Se impondrá la pena de prisión de dos a cinco años al que coopere con actos necesarios al suicidio de una persona.
3. Será castigado con la pena de prisión de seis a diez años si la cooperación llegara hasta el punto de ejecutar la muerte.
4. El que causare o cooperare activamente con actos necesarios y directos a la muerte de una persona que sufriera un padecimiento grave, crónico e imposibilitante o una enfermedad grave e incurable, con sufrimientos físicos o psíquicos constantes e insoportables, por la petición expresa, seria e inequívoca de ésta, será castigado con la pena inferior en uno o dos grados a las señaladas en los apartados 2 y 3.
5. No obstante lo dispuesto en el apartado anterior, no incurrirá en responsabilidad penal quien causare o cooperare activamente a la muerte de otra persona cumpliendo lo establecido en la ley orgánica reguladora de la eutanasia.

## Reacciones
En el ámbito biomédico, la Organización Médica Colegial expresó en un comunicado que la proposición de ley era contraria «a nuestro Código de Deontología Médica y contradice los posicionamientos de la Asociación Médica Mundial». De igual modo, el Colegio Oficial de Farmacéuticos de Madrid (COFM), el Colegio de Odontólogos y Estomatólogos de la I Región (COEM), y el Ilustre Colegio Oficial de Médicos de Madrid (ICOMEM), en un comunicado conjunto, declararon su oposición al proyecto de ley. Ante unas afirmaciones del presidente del ICOMEM, Manuel Martínez-Sellés, en las que afirmó que la norma «atenta contra la esencia de la medicina» y significaba «matar al paciente», profesionales del colectivo médico madrileño publicaron una carta abierta oponiéndose a ellas —y titulada «No nos representa», con la firma de 1200 profesionales en 24 horas— en la que recordaban que la regulación de la eutanasia había sido apoyada por 9 de cada 10 médicos de la comunidad según una encuesta realizada por el propio colegio en diciembre de 2019. El presidente del ICOMEM replicó, en una carta al defensor del lector, que «no tenía constancia del documento al que se refería la periodista», y que «si fuera veraz, representaría a un 2% de los colegiados madrileños». El Consejo de Colegios de Médicos de Cataluña se mostró a favor de su aprobación, recalcando la importancia de «respetar la voluntad del paciente» y «planificar las decisiones anticipadas en todo lo posible (...), sin intervenciones fútiles y de acuerdo con sus valores y preferencias».
En febrero de 2021, la Sociedad Española de Psiquiatría (SEP), a través de su grupo de trabajo de Bioética, elaboró un documento de posicionamiento al respecto de la proposición de ley. El texto reflexiona sobre la repercusión que puede tener esta iniciativa legislativa sobre las personas que tienen trastornos mentales, algunos de los cuales, según la propia asociación «pueden producir una gran afectación en la capacidad para tomar decisiones libremente».
El Comité Español de Representantes de Personas con Discapacidad (CERMI) se dirigió formalmente al Defensor del Pueblo, en abril de 2021, solicitando que interpusiera recurso de inconstitucionalidad contra determinados preceptos de la Ley Orgánica 3/2021, de 24 de marzo, de regulación de la eutanasia, por incurrir presuntamente en discriminación por razón de discapacidad.
El Comité de Bioética de España no fue expresamente consultado durante la tramitación de la ley, pero en marzo de 2020, anunció su intención de emitir un informe al respecto por tratarse de «una norma de un enorme calado social, ético y legal» y contribuir así al debate social. El 6 de octubre de 2020 presentó su informe, «discutido y aprobado por unanimidad», en el que se oponía a la eutanasia y al suicidio asistido. Proponía, en cambio, «la protocolización, en el contexto de la buena praxis médica, del recurso a la sedación paliativa frente a casos específicos de sufrimiento existencial refractario». Proponía igualmente «la efectiva universalización de los cuidados paliativos y la mejora de las medidas y recursos de apoyo sociosanitario».

### Recursos de inconstitucionalidad de PP y Vox
El 16 de junio de 2021 el partido político Vox presentó un recurso de inconstitucionalidad contra la ley de eutanasia. Además pidió que su aplicación fuera suspendida «a la mayor brevedad», por «afectar al derecho a la vida». El 24 de ese mismo mes, el Partido Popular presentaría un recurso independiente al mismo tribunal, en el que, sin embargo, solo pide la modificación de ciertos aspectos puntuales de la misma.
En marzo de 2023, el Tribunal Constitucional rechazó el recurso de Vox contra la ley. El 13 de septiembre de ese mismo año hizo lo mismo con el del Partido Popular.

## Opinión pública
Previamente a su aprobación, según una encuesta de Metroscopia de 2019, el 87% de los participantes opinó que un enfermo incurable tiene derecho a pedir a los médicos algún producto para poner fin a su vida sin dolor. Ese mismo año se realizó una encuesta a profesionales médicos —en la que participaron el 24% de los colegiados en España— cuyo resultado indicaba que 7 de cada 10 estaban a favor de la regulación de la eutanasia. En 2022, ya aprobada la ley, se hizo pública una encuesta a profesionales de enfermería realizada por el Colegio Oficial de Enfermería de Baleares que mostró que un 87 % estaba a favor de la eutanasia; y afirmaba que un 66% de los encuestados estaría dispuesto a participar en la preparación y administración del fármaco.
Según una encuesta de Sigma Dos para el diario El Mundo publicada en enero de 2021, un 69,8 % de la población se mostró a favor de la regulación, mientras que un 20,5 % se pronunció en contra. Dentro de las tendencias políticas, los márgenes de apoyo son mayores entre los votantes de PSOE (87,5 %) y, sobre todo, Unidas Podemos (96,3 %), siendo algo menores entre los votantes de Ciudadanos (68,9 %). La opinión de los votantes de Vox se mostró dividida, con un 44,8 % a favor y un 47,5 % en contra; siendo los votantes del PP los que más la rechazan, con un 31,1 % a favor y un 46,9 % en contra.
En otra encuesta pública, difundida en enero de 2022 por El País, el apoyo a la ley (ya aprobada) entre los encuestados era del 64% —que afirmaron que les parecía «muy bien» o «bien»—, frente a un 15,7 % que la calificó de «regular» y un 20 % que la rechazó.